# 唐·诺茨

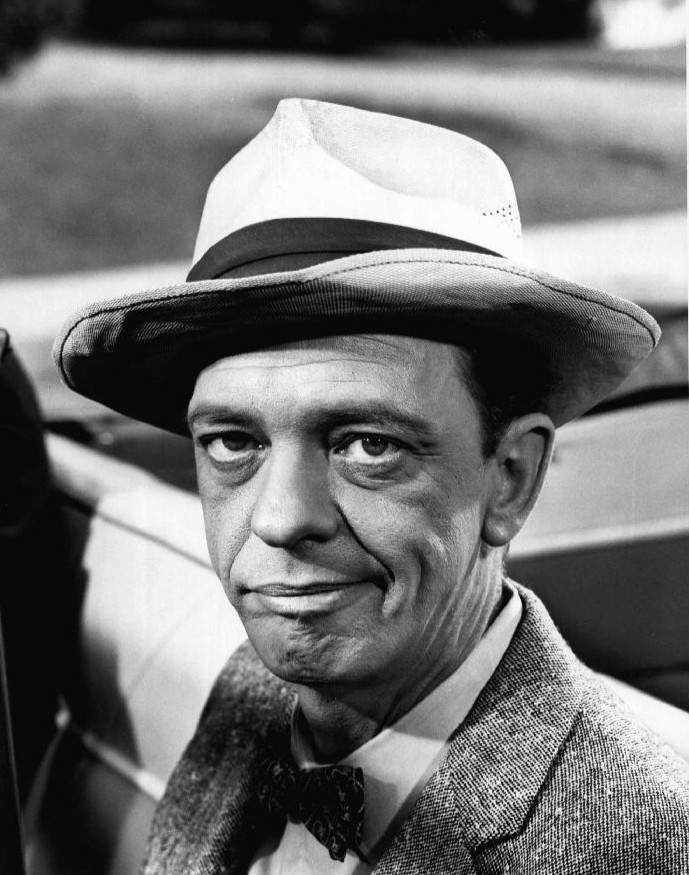
唐·诺茨

唐·诺茨（1924年7月21日 – 2006年2月24日）是美国喜剧演员，曾获得五项艾美奖。 :18 : 18 诺茨生于西弗吉尼亚州。20世纪40年代，他曾在美国陆军服役，并参加第二次世界大战。1979年至1984年間，他还在三人行中亮相 。 